# Sedliště (district de Frýdek-Místek)
Pour les articles homonymes, voir Sedliště.
Sedliště (en allemand : Sedlischt) est une commune du district de Frýdek-Místek, dans la région de Moravie-Silésie, en République tchèque. Sa population s'élevait à 1 668 habitants en 2021.

## Géographie
Sedliště se trouve à 5 km au nord du centre de Frýdek-Místek, à 14 km au sud-est d'Ostrava et à 285 km à l'est de Prague.
La commune est limitée par Řepiště, Vratimov et Václavovice au nord, par Kaňovice et Bruzovice à l'est, et par Frýdek-Místek au sud et à l'ouest.

## Histoire
La première mention écrite de la localité date de 1305.

## Transports
Par la route, Sedliště se trouve à 5 km de Frýdek-Místek, à 19 km d'Ostrava et à 358 km de Prague.